# Parlamento

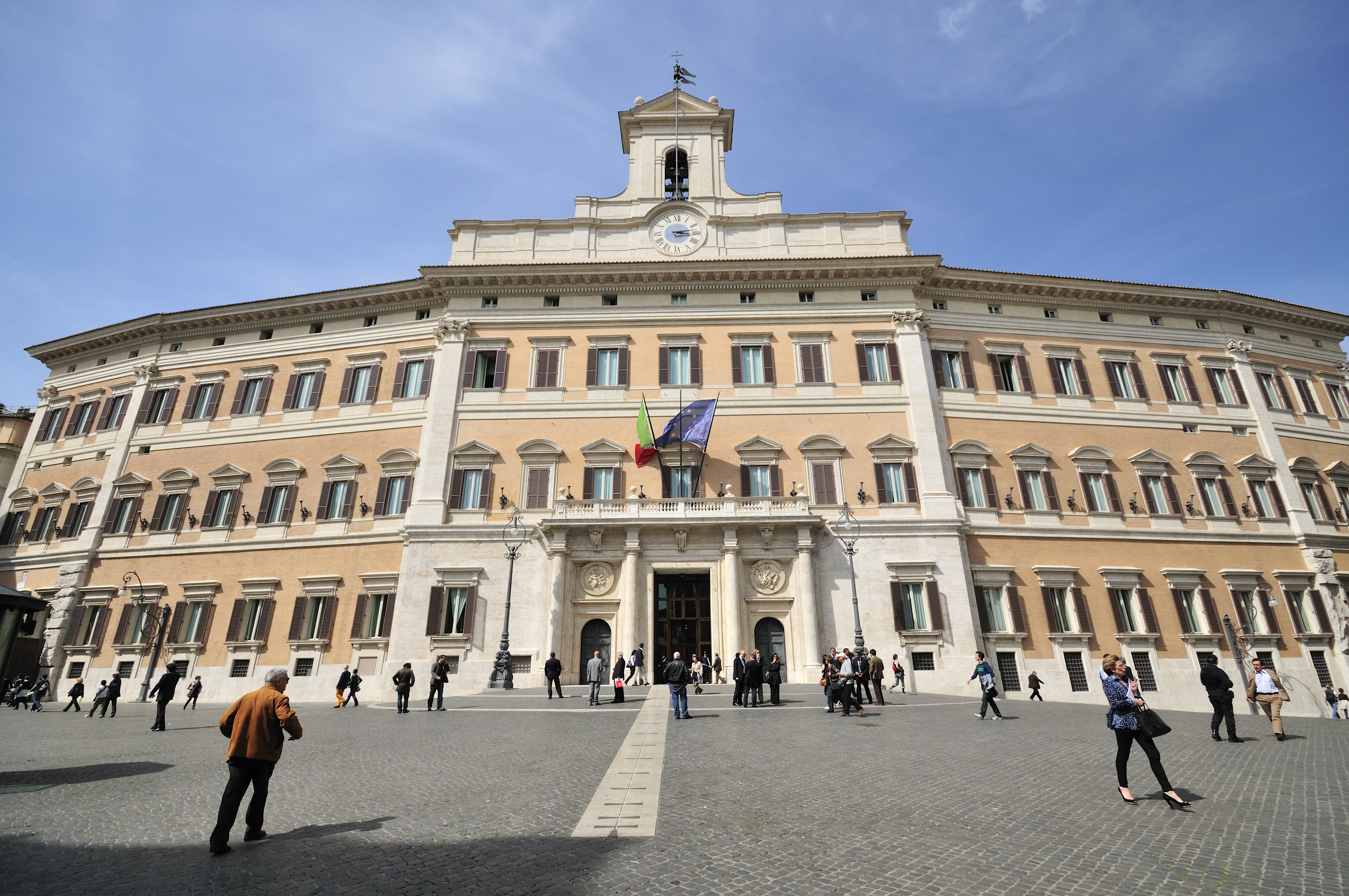
Palazzo Montecitorio, sede della Camera dei deputati della Repubblica Italiana, uno dei due rami del Parlamento italiano.

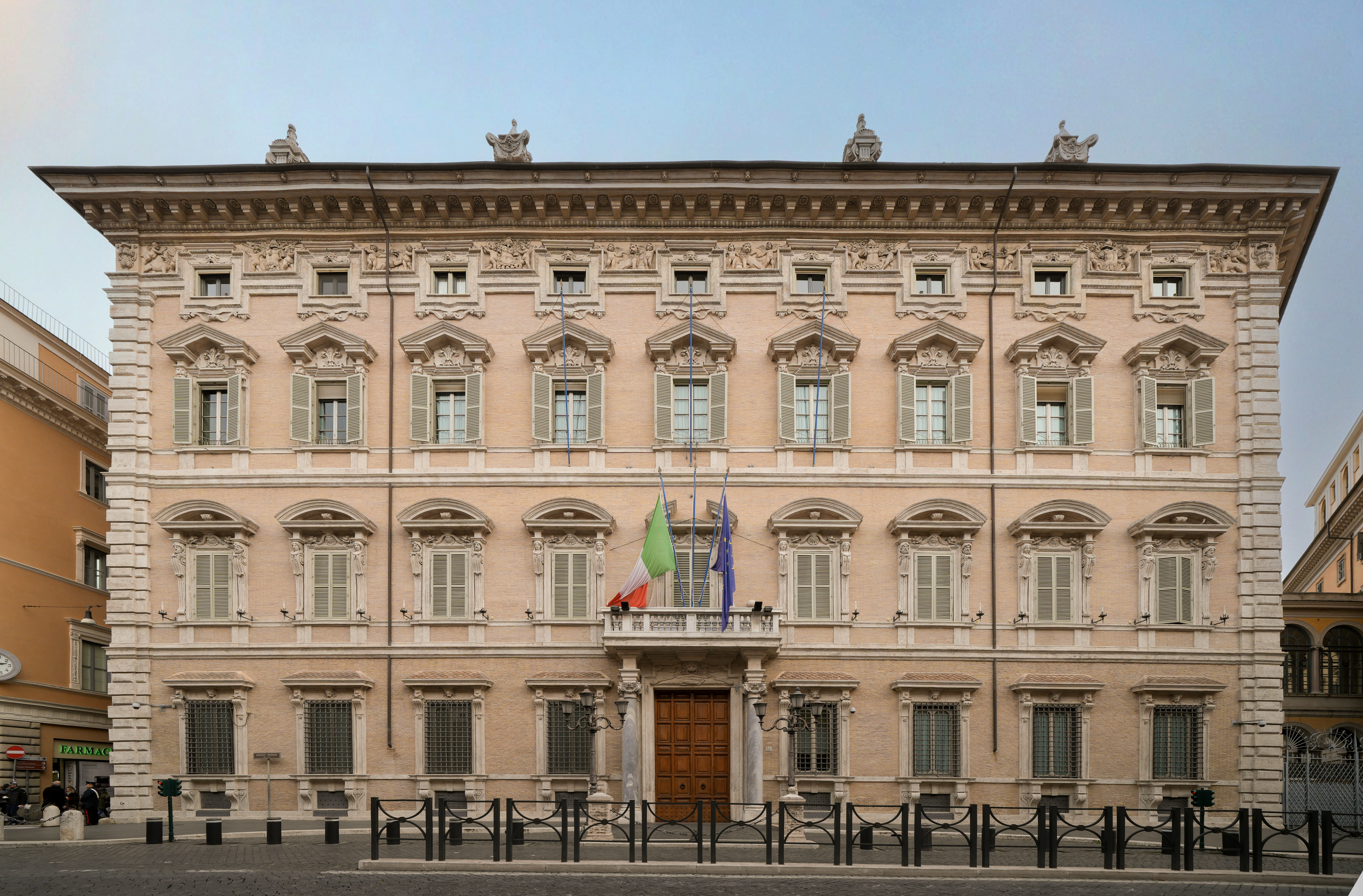
Palazzo Madama, sede del Senato della Repubblica Italiana, l'altro ramo del Parlamento italiano.

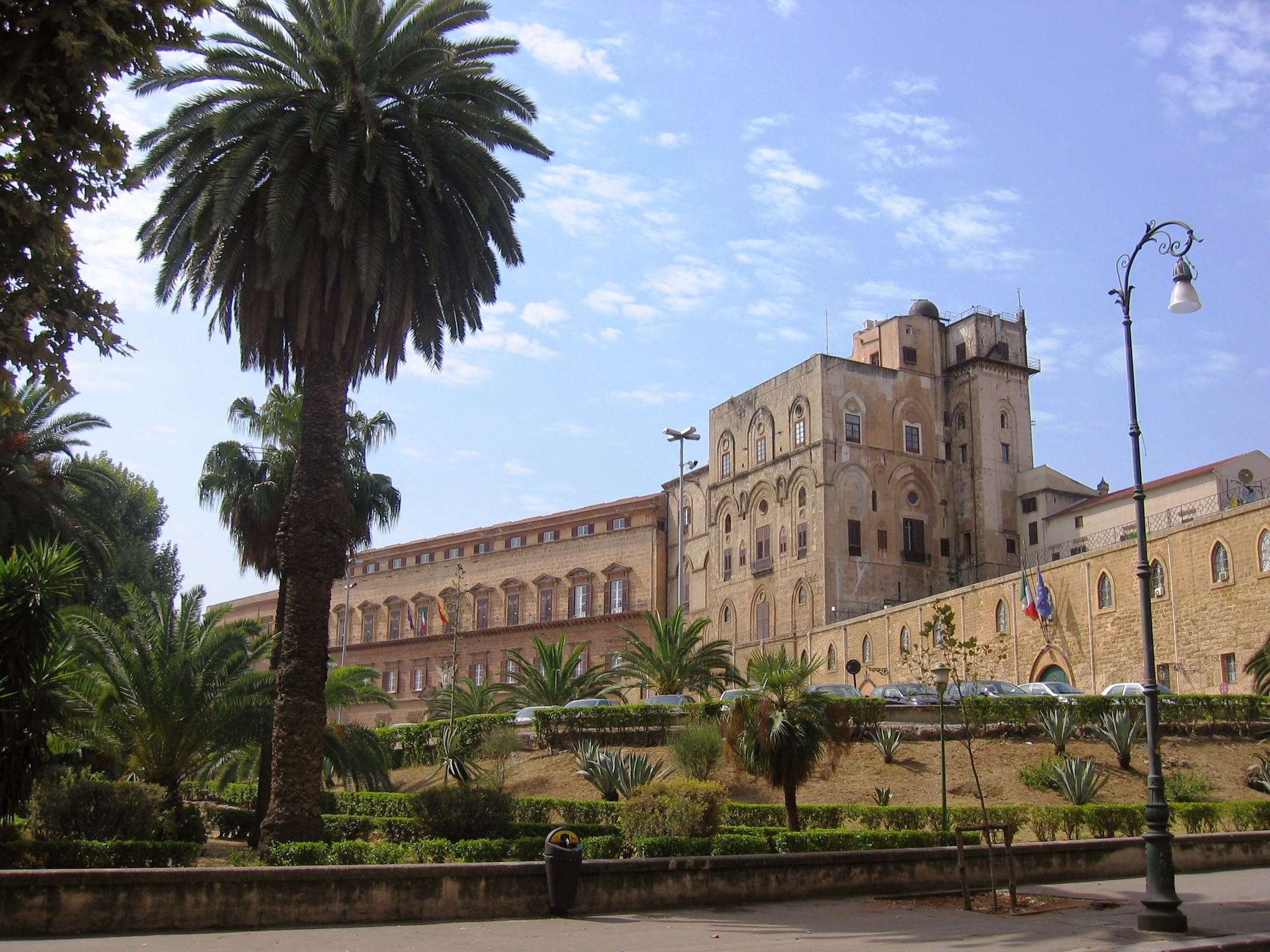
Palazzo dei Normanni, sede dell'Assemblea regionale siciliana, unica assemblea regionale italiana i cui componenti detengono il titolo di deputato.

Il parlamento (chiamato anche dieta, congresso, assemblea nazionale, assemblea federale) è l'organo deputato alla rappresentanza politica di uno Stato. La sua funzione principale, sebbene non l'unica, è l'esercizio del potere legislativo, ovvero l'emanazione delle leggi secondo i dettami fissati dalla relativa Costituzione. Il parlamento è quindi un'assemblea legislativa statale, solitamente costituito da uno o più organi collegiali detti camere, che riveste un ruolo fondamentale nelle democrazie rappresentative.

## Origine del termine
Parlamento deriva dal sostantivo francese parlement, che indica l'azione di parlare: un parlamento è quindi un luogo dove si promuove, si discute e si dibatte per giungere a decisioni politiche. Il concetto espresso è quello di un'istituzione collegiale intermedia tra il popolo costitutivo di una comunità e coloro che governano la comunità: si tratta, in via generale, di un dato di antropologia culturale che attraversa i secoli, come testimoniano le assemblee, variamente denominate, delle polis greche e il Senato Romano.
La parola parlamento venne impiegata, per la prima volta, nella Chanson de Roland, ma nel senso, comune tra i monarchi dell'epoca, di luogo e occasione di negoziato tra delegazioni straniere. Nel senso moderno, invece, era usato nel 1115, un secolo esatto prima della Magna Carta, da parte dei Cistercensi: essi si erano dotati di una Charta caritatis con la quale conferivano al Parliamentum degli abati la summa potestas del loro ordine.
Nel corso del medioevo e dell'età moderna il termine parlamento ha assunto anche altri significati. Così in epoca comunale il parlamento o arengo era l'assemblea che riuniva tutti i cittadini del comune che godevano dei diritti politici, ovvero un organo giudicante a composizione assembleare. Secondo Niccolò Machiavelli, far parlamento si diceva a Firenze "ogni volta che la Signoria, o forzata o di sua volontà, con animo che si dovesse mutare lo Stato, chiamava al suono della campana grossa il popolo armato in piazza, e lo faceva d'in su la ringhiera dimandare".

## Storia

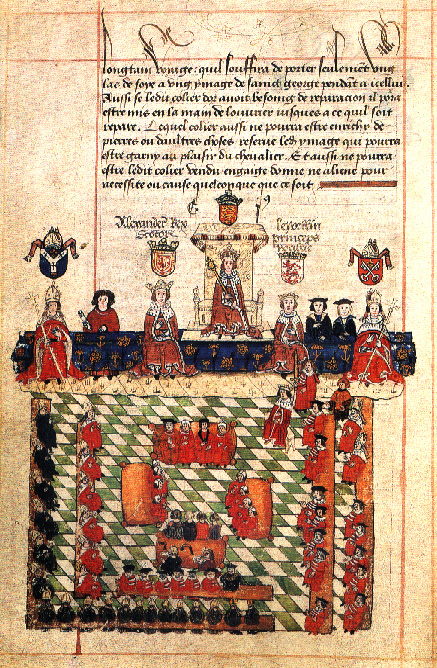
Il parlamento inglese riunito al cospetto del Re, XIV secolo.

Nonostante assemblee di varie tipologie e forme siano esistite in epoche diverse, i parlamenti nacquero nell'Europa medievale. Tuttavia, anche queste istituzioni differivano notevolmente dai loro omologhi contemporanei; solo dal XIX secolo i parlamenti hanno assunto il ruolo di assemblea principale degli Stati moderni in quanto organi di rappresentanza politica del popolo, a partire dalla Rivoluzione inglese e poi dalla Rivoluzione francese.

### Antichità
Nonostante non si possa tracciare una qualche continuità con le assemblee dell'antichità classica con quelle medievali e moderne, va ricordato che già nelle polis dell'antica Grecia si svilupparono organi assembleari con varia denominazione – Ecclesia, Bulè, Areopago – che svolsero un ruolo importante nelle prime esperienze politiche democratiche, tra tutte la democrazia ateniese. Altre istituzioni simili invece si possono rintracciare nel mondo romano, come i comitia popolari o il Senato.
Anche nelle culture germaniche erano presenti delle assemblee generali, come il Witenagemot di tradizione anglosassone dal quale spesso si fa ricondurre l'origine del parlamento inglese, senza però un reale fondamento storico.

### Medioevo
Tra il X e l'XI secolo si trovano resoconti di assemblee popolari simili agli attuali parlamenti in alcuni paesi dell'Europa settentrionale, come in Islanda, il cui Althing, menzionato sin dal 930, è considerato il più antico parlamento al mondo; ma anche nelle isole Fær Øer (Løgting) e nell'isola di Man (il Tynwald).
Sempre negli ultimi secoli dell'Alto Medioevo si rintracciano le prime menzioni a dei parlamentum nelle città pre-comunali. Queste assemblee cittadine in origine erano semplicemente riunioni di persone che trattavano di affari pubblici e potevano avevere diversi nomi come concio, arengo o commune; proprio quest'ultimo termine passerà successivamente ad indicare la nuova forma politica istituzionale che assunsero le città dal XII secolo in poi. In età comunale i parlamenti (o arenghi), assemblee popolari aperte a tutti i cittadini, mantennero una notevole importanza politica almeno fino a quando nel XIII secolo smisero di essere convocati in favore di organi più stabili come i consigli maggiori.
Nello stesso periodo, nelle monarchie feudali iniziarono a comparire dei parlamentum, ovvero assemblee in cui presenziavano grandi dignitari del regno o feudatari del sovrano. Nei primi tempi dunque era sinonimo di curia regis, ovvero assisi di nobili ed ecclesiastici che assistevano il monarca nell'amministrazione e nell'esercizio delle funzioni giudiziarie. Solo successivamente i parlamenti assunsero una funzione rappresentativa: al loro interno iniziarono infatti ad essere convocati membri del clero e della nobiltà del regno, ma lungi ancora dal diventare istituzioni stabili, non erano altro che occasioni di incontro dei rappresentanti di questi ceti e ordini; ad essi poi si aggiunsero rappresentanti delle città e della borghesia. Da questa composizione ne derivò la suddivisione in "bracci", "stamenti" o "stati" che pure con variazioni da paese a paese contraddistinse queste assemblee per tutto il medioevo e l'età moderna.
Anche le competenze dei parlamenti variarono a seconda dei tempi e dei luoghi: solo raramente queste assemblee detenevano il potere di deliberare le leggi come invece accade in età contemporanea. Spesso invece si ritrova la capacità di approvare le decisioni del monarca, specie se riguardante l'imposizione di nuovi tributi, ma a volte la capacità dei parlamenti (è il caso di quelli dello Stato della Chiesa ad esempio) si limitava soltanto a prendere atto delle norme, rese pubbliche proprio in occasione di queste assemblee.

#### Italia
Generalmente viene attribuito alle assisi del Regno di Sicilia il primato di "primo parlamento d'Europa", testimoniate già in epoca normanna; tuttavia queste Curiae generales non sono assimilabili ai parlamenti moderni, e anzi si trattava di assemblee convocate solo occasionalmente dai sovrani. Questa tradizione continuò sotto gli Svevi, e con Federico II – il quale convocò per la prima volta anche le città oltre al clero e ai nobili – assunsero una propria forma istituzionale. Nel Duecento il Parlamento del Regno di Sicilia fu uno dei primi a ricevere un'ordinamento stabile, come emerge ad esempio dalla costituzione De curia semel in anno facienda, emanata nel 1296. Solo dalla fine del XIV secolo si configurò la suddivisione in tre "bracci": militare (che raccoglieva i feudatari), ecclesiastico e demaniale (ovvero delle città libere).
Tra i secoli XIII e XIV presero forma assemblee parlamentari anche in altri territori italiani: è il caso del Principato patriarcale di Aquileia, con il Parlamento del Friuli attivo dal 1231; i Parlamenti generali dello Stato sabaudo, istituiti nel XIV secolo; oppure ancora, il Parlamento del Regno di Sardegna (Stamento), convocato nel 1355 in sostituzione delle più antiche assemblee giudicali.

#### Francia
Nella monarchia francese la prima attestazione di un parlamentum è del 1146, indicante una riunione di nobili e prelati preliminare ad una Crociata. Tuttavia, in Francia i parlamenti divennero delle corti giudiziarie, dotate di speciali prerogative nei confronti del potere regio; la più importante a livello nazionale fu il Parlamento di Parigi. Le assemblee generali del regno presero invece il nome di Stati generali, convocati per la prima volta da Filippo il Bello nel 1302. Gli Stati generali rappresentavano i tre ordini ("Stati", appunto) in cui era suddivisa la società di Ancien Régime: Clero (Primo Stato), Nobiltà (Secondo Stato) e Terzo Stato.

#### Resto d'Europa
Nelle monarchie della Penisola iberica sin dall'Alto Medioevo i sovrani convocarono assemblee che riunivano rappresentanti della nobiltà, del clero e dal XIII secolo anche delle città. Queste prendevano il nome di Cortes ed erano presenti nella Corona d'Aragona, in Catalogna e nel Regno di Castiglia. I cosiddetti "decreti di León", risalenti al 1188, sono considerati dall'UNESCO la prima testimonianza storica di un'assemblea parlamentare europea, e dal 2013 hanno il riconoscimento di Memoria del mondo. Essi documentano la convocazione di una cortes da parte di Alfonso IX di León, composta da membri ecclesiastici, nobili e delegati delle città del regno.
Nel corso del Basso Medioevo sorsero istituzioni parlamentari in molti paesi europei, come le diete o Stände nei principati tedeschi, ma stati provinciali o generali erano presenti anche nei Paesi Bassi e in Svezia (Riksdag degli Stati). Tuttavia va ribadito che questi istituti avevano grosse differenze coi moderni parlamenti, a partire dal concetto stesso di rappresentanza politica. Infatti, le assemblee di "stati" erano in primo luogo assisi dove venivano espressi i privilegi e gli interessi particolari di ciascun ceto, mentre spesso era del tutto assente la funzione fondamentale delle assemblee parlamentari contemporanee, ovvero la capacità legislativa.

#### Inghilterra
Caso parzialmente diverso è quello del parlamento inglese. Al pari degli altri paesi, nel Regno d'Inghilterra è attorno alla metà del Duecento che compare il termine "parlamento" per indicare un'assemblea di baroni e prelati: già nel 1255 un magnum Parliamentum composto da abati, conti e baroni fu convocato a Westminster da Enrico III. Col cosiddetto Parlamento di De Montfort, indetto nel 1265 da Simone V di Montfort nel contesto della Seconda guerra dei baroni vennero per la prima volta invitati rappresentanti delle città e dei borghi, ma bisognerà attendere il Model Parliament del 1295 perché si giungesse ad una forma stabile dell'assemblea.
Rifacendosi ai principi esposti nella Magna Carta, concessa nel 1215 da Giovanni Senzaterra, il parlamento incominciò ad esercitare un certo controllo politico nei confronti del sovrano, in particolare riguardo all'imposizione di nuovi tributi. Inoltre, a differenza degli altri istituti parlamentari diffusi nel resto d'Europa, il parlamento inglese si suddivise in due camere (camera dei lord e camera dei comuni) che non riflettevano un'ordinamento cetuale: prelati e baroni partecipavano infatti come vassalli regi, mentre la piccola nobiltà delle contee e il basso clero prendevano posto nei Comuni assieme ai rappresentanti di borghi e città. Ciò fu determinante perché in Inghilterra si affermasse, prima che negli altri paesi, il principio della rappresentanza sovrana, espressa tramite il parlamento.

### Età moderna
Nel corso dell'Età moderna i parlamenti, ad eccezione di quello inglese, andarono incontro ad una grave decadenza. L'avvento delle monarchie assolute infatti ridusse lo spazio politico delle assemblee parlamentari, che con diversi tempi smisero di essere convocate dai sovrani europei. In Francia gli Stati generali vennero convocati per l'ultima volta, fino alla Rivoluzione francese nel 1614; In Spagna l'azione politica delle Cortes fu esautorata da Carlo V d'Asburgo nel 1522; similmente accadde in Italia, quando tra il Cinquecento e il Seicento sia in Piemonte che nel Regno di Napoli i parlamenti non furono più convocati.

## Descrizione

### Tipologia
Tale corpo legislativo è presente in tutte le democrazie moderne (democrazie rappresentative), oltre che in certi regimi non democratici; nelle repubbliche presidenziali è tradizionalmente chiamato congresso, sull'esempio statunitense. I membri di un parlamento vengono detti informalmente parlamentari.
Le federazioni hanno un parlamento federale e uno per ciascuno stato federato. Organi analoghi al parlamento sono spesso presenti anche in altri enti territoriali, ma in questo caso si usano di solito denominazioni diverse (frequentemente consiglio). Negli Stati moderni il parlamento rappresenta la componente principale del potere legislativo, che in alcuni ordinamenti coincide con il parlamento dello Stato centrale, mentre in altri comprende anche i parlamenti degli Stati federati o gli analoghi organi delle regioni o degli altri enti territoriali dotati di autonomia legislativa.

### Ruolo del parlamento
L'esistenza del parlamento può essere considerata diretta conseguenza del principio di sovranità popolare. In Italia esso è sancito dall'art. 1, secondo comma, della Costituzione: "La sovranità appartiene al popolo". Il suo ruolo è stato efficacemente descritto da Hegel con l'espressione di: "porticato tra lo Stato e la società civile".
Il parlamento nasce come organo in cui viene espresso il consenso o meno all'attività impositiva del sovrano. È significativo, al riguardo, che nasca proprio in Inghilterra: per il diritto germanico, infatti, è attributo degli uomini liberi l'esenzione da ogni tributo, il quale, quindi, deve essere da costoro - o dai loro rappresentanti - autorizzato. Nel tempo i parlamenti hanno esteso le loro competenze e svolgono oggi funzioni di indirizzo politico, legislative, di coordinamento, di controllo e di garanzia costituzionale.
L'esistenza di un parlamento viene usualmente associata alla democrazia, cioè espressione di rappresentanza, mediante le elezioni politiche, della volontà popolare; in realtà non mancano regimi non democratici che possiedono un organo così denominato, con struttura e funzioni solitamente non dissimili da quelle dei parlamenti democratici. La differenza sostanziale con questi ultimi è che i parlamenti non democratici, anche quando sono elettivi, non sono eletti nell'ambito di una reale competizione tra più partiti: in certi casi un solo partito è autorizzato a presentare le candidature, in altri casi vi sono più partiti ma le condizioni in cui si svolgono le elezioni sono tali da assicurare la vittoria a uno solo. In casi come questi il parlamento non è più il portavoce della volontà popolare ma, semplicemente, il luogo dove vengono ratificate le decisioni prese da chi detiene effettivamente il potere (organi del partito unico, giunta militare ecc.): la sottoposizione di tali decisioni al voto parlamentare ha il solo scopo di ostentare una parvenza di democraticità o un fittizio consenso popolare alle scelte del regime.

#### Maggioranza e opposizione
Se l'elezione del parlamento avviene nel contesto di una competizione tra partiti, gli eletti apparterranno molto probabilmente a partiti diversi più o meno contrapposti. In questo caso, di regola, emerge un partito o una coalizione di partiti che controlla la maggioranza dei voti: la maggioranza parlamentare; in contrapposizione a essa, i rimanenti partiti costituiscono l'opposizione. Va notato che mentre la maggioranza è caratterizzata da una certa omogeneità e unità di azione tra i partiti che la compongono, lo stesso non è necessariamente vero per l'opposizione, che può essere costituita da partiti in netto contrasto tra loro (si pensi a una maggioranza di centro a fronte della quale l'opposizione è costituita da partiti di destra e sinistra); solo nei sistemi bipartitici o, quantomeno, bipolari l'opposizione presenta un'omogeneità e unità d'azione paragonabile a quella della maggioranza, tanto che in questi sistemi si può configurare il ruolo del leader dell'opposizione.
Nelle forme di governo in cui esiste un rapporto fiduciario tra parlamento e governo, la maggioranza parlamentare coincide tendenzialmente con la maggioranza di governo, ossia con il partito o la coalizione di partiti che sostiene il governo. Ciò non è invece necessariamente vero nelle forme di governo dove detto rapporto fiduciario non esiste: in questo caso è possibile, e fisiologico, che i partiti che costituiscono la maggioranza parlamentare siano diversi da quelli che sostengono il governo.
Se il parlamento è articolato in più camere, è possibile che le maggioranze parlamentari siano diverse. Si tratta di un'evenienza piuttosto rara e, di per sé, fonte di possibili disfunzioni, almeno laddove le camere hanno uguali poteri sovrapposti, ed è questo il caso dell'Italia.

## Struttura

### Camere
Paesi con parlamento bicamerale
     Paesi con parlamento monocamerale
     Paesi con parlamento unicamerale fornito di organo consultivo
     Paesi senza parlamento

Paesi con parlamento bicamerale
Paesi con parlamento monocamerale
Paesi con parlamento unicamerale fornito di organo consultivo
Paesi senza parlamento

Costituente essenziale del parlamento è un organo collegiale di tipo assembleare detto camera. Si distinguono parlamenti monocamerali, bicamerali e multicamerali secondo che siano costituiti da una, due o più di due camere. I parlamenti multicamerali sono stati molto rari nella storia e attualmente nessuno Stato ha un parlamento di questo tipo.
Se il parlamento è costituito da due camere, una viene tradizionalmente denominata camera alta, l'altra camera bassa. Nella pratica la denominazione ufficiale attribuita alle camere varia da ordinamento a ordinamento: per la camera bassa (o per l'unica camera dei parlamenti monocamerali) le denominazioni più utilizzate sono camera dei rappresentanti, camera dei deputati, assemblea legislativa, assemblea nazionale, dieta ecc. e rappresentanti o deputati sono per lo più detti i suoi membri; per la camera alta la denominazione di gran lunga più utilizzata è senato, i cui membri sono detti senatori; in certi ordinamenti federali la camera alta è detta consiglio degli Stati e consiglieri i suoi membri.
La camera bassa ha usualmente un centinaio di membri nei paesi con popolazione attorno ai tre milioni di abitanti; raramente ha più di 400-600 membri, anche nei paesi di maggiori dimensioni. In tutti gli ordinamenti, con l'unica eccezione di quello britannico, la camera alta ha un numero minore di membri rispetto alla camera bassa.
Nei parlamenti bicamerali alcune deliberazioni possono essere assunte da un collegio costituito dalle due camere riunite in seduta comune. In particolare, le camere eleggono in seduta comune il presidente della repubblica e le altre cariche dello Stato per le quali è prevista l'elezione parlamentare. In alcuni ordinamenti le camere deliberano in seduta comune sulle questioni per le quali si sono già pronunciate separatamente in modo discordante.
Oltre che con la deliberazione in seduta comune, i contrasti tra le camere possono essere risolti con diverse modalità. In alcuni ordinamenti la questione è deferita a una commissione bicamerale affinché elabori un testo di compromesso, da sottoporre all'approvazione delle due camere; in altri ordinamenti, tra cui quello italiano, la questione è sottoposta reiteratamente al voto delle due camere sinché non si arriva a una deliberazione concorde (cosiddetta navetta parlamentare).

### Elezione
Nei parlamenti democratici almeno una delle camere, precisamente la camera bassa, è rinnovata periodicamente mediante elezione diretta dal popolo: l'evento è detto comunemente elezioni politiche o elezioni generali.
In realtà, negli ordinamenti attuali, con la notevole eccezione della Camera dei lord britannica e di alcuni stati ex domini britannici, come il Canada, anche la camera alta è ormai elettiva, seppur con modalità differenziate rispetto alla camera bassa, ad esempio prevedendo un'età minima più elevata per votare o essere eletti, un diverso sistema elettorale, diversi collegi elettorali. In alcuni ordinamenti (ad esempio, in Francia) la camera alta è eletta in modo indiretto, dai cosiddetti grandi elettori, a loro volta eletti dal popolo, mentre in certe federazioni i membri della camera alta sono eletti dai parlamenti degli Stati federati.
L'elettorato attivo del parlamento è uno dei principali diritti politici ed è andato con il tempo estendendosi in tutti gli ordinamenti: inizialmente, nel XIX secolo, era limitato ai cittadini che possedevano un certo censo, di solito commisurato all'ammontare dei tributi versati (suffragio censitario), in seguito taluni ordinamenti lo hanno esteso ai cittadini che avevano un certo grado d'istruzione (suffragio capacitario), infine è stato esteso, nel XX secolo, a tutti i cittadini, dapprima di sesso maschile e poi d'ambo i sessi (suffragio universale). Attualmente, è adottato quasi ovunque il suffragio universale: l'elettorato attivo è riconosciuto a tutti i cittadini al disopra di una certa età (la maggiore età o, in qualche ordinamento, un'età leggermente superiore); se tale età è differenziata per le due camere, è maggiore quella prevista per la camera alta.
In genere, l'elettorato passivo viene riconosciuto a coloro cui spetta l'elettorato attivo, prevedendo tuttavia un'età minima superiore.

### Mandato
I membri del parlamento sono eletti per un mandato di tempo limitato, spesso di cinque anni, che prende il nome di legislatura. Lo scioglimento anticipato della camera, intervenuto prima di tale termine, ne determina però la decadenza e l'indizione di nuove elezioni. In alcuni sistemi il potere di sciogliere le camere (o anche una sola di esse) è attribuito al primo ministro; in altri spetta invece al consiglio dei ministri o, più frequentemente, al capo dello Stato, su proposta del primo ministro o di sua iniziativa; vi sono anche ordinamenti nei quali lo scioglimento è deliberato dalla stessa camera (autoscioglimento). In ogni caso, lo scioglimento è un istituto proprio delle forme di governo in cui esiste un rapporto fiduciario tra parlamento e governo: parlamentare e semipresidenziale; non esiste in altre forme di governo e, in particolare, in quella presidenziale.
Lo scioglimento delle camere può avere due diverse finalità: se in parlamento esiste una maggioranza stabile che sostiene il governo (come avviene, tipicamente, nei sistemi bipartitici), può essere deciso per andare alle elezioni in un momento di congiuntura politica favorevole allo stesso governo, che potrebbe non ripetersi alla scadenza naturale del mandato. Invece, se in parlamento non si riesce a formare una maggioranza in grado di sostenere il governo (come può avvenire nei sistemi multipartitici), lo scioglimento è un modo per superare l'impasse venutosi a creare, sottoponendo le forze politiche al giudizio dell'elettorato nell'auspicio che dalle elezioni emerga una maggioranza.
Un caso particolare di scioglimento del parlamento è quello previsto nelle costituzioni che hanno adottato l'elezione popolare diretta del primo ministro, secondo quella variante della forma di governo parlamentare che alcuni autori hanno denominato neoparlamentare. In questo caso il voto di sfiducia del parlamento nei confronti del governo, se determina le dimissioni di quest'ultimo, determina anche l'automatico scioglimento dello stesso parlamento; d'altra parte, l'elezione simultanea del primo ministro e del parlamento dovrebbe assicurare un certo allineamento politico tra i due organi e prevenire crisi di governo.

### Struttura interna delle camere
All'interno di ciascuna camera sono istituiti alcuni organi per il suo funzionamento, in particolare:
- la presidenza;
- le commissioni;
- i gruppi.

#### Presidenza
Ciascuna camera elegge tra i propri membri il presidente; nei parlamenti dei paesi anglosassoni, in particolar modo nelle camere basse, è di solito denominato speaker (portavoce). Per l'elezione del presidente è usualmente richiesta una maggioranza qualificata, a sottolineare l'imparzialità che connota il suo ruolo. In molti ordinamenti - ma non in quelli anglosassoni - il presidente è affiancato da vicepresidenti ed eventualmente da segretari e, in alcuni ordinamenti, tra cui quello francese e quello italiano, da questori, anch'essi eletti dalla camera tra i propri membri, che assieme al presidente costituiscono un organo collegiale, l'ufficio di presidenza o praesidium.
Nelle camere non elettive il presidente di solito non è eletto dai membri ma nominato dal capo dello Stato. Negli Stati Uniti, così come in altre repubbliche presidenziali, soprattutto latinoamericane, che hanno seguito il modello statunitense, presidente di diritto della camera alta è il vicepresidente della repubblica o, a livello statale, il luogotenente governatore.
Il presidente convoca le sedute della camera e ne dirige lo svolgimento, anche con poteri disciplinari e di polizia, assicurando, in particolare, l'ordinato svolgimento dei dibattiti e delle votazioni, di cui proclama il risultato. Tali funzioni dovrebbero essere svolte in modo imparziale nei confronti di maggioranza e opposizione, a prescindere dalla parte politica nella quale il presidente si riconosce; di fatto, mentre in certi sistemi (ad esempio quello britannico) è richiesta al presidente una rigorosa imparzialità, in altri (come quello statunitense) gli è concesso un ruolo più partigiano.
Dal presidente dipendono gli uffici che supportano il funzionamento della camera, separati dalla pubblica amministrazione e diretti da un alto funzionario che nei paesi anglosassoni è usualmente denominato clerk mentre altrove è per lo più denominato segretario generale.
In vari ordinamenti il presidente, oltre alle funzioni quale organo interno della camera, ne ha altre proprie, ad esempio quella di nominare i titolari di alcuni organi di cui si vuole assicurare l'imparzialità (come le autorità indipendenti). Negli ordinamenti repubblicani i presidenti delle camere hanno funzioni vicarie del presidente della repubblica in mancanza del vicepresidente; in questo caso, se il parlamento è bicamerale, primo in ordine di successione è di solito il presidente della camera alta.

#### Commissioni
Tra le funzioni attribuite alle Commissioni è solito distinguere:
- approvazione di apposite risoluzioni volte a manifestare ordinamenti e indirizzi su specifici argomenti.
- di controllo, attraverso le quali far valere le responsabilità politiche del Governo.
- di tipo consultativo, esercitate ogniqualvolta sia necessario acquisire il parere di una Commissione per gli aspetti di una specifica competenza.
- di tipo conoscitivo, esercitata attraverso la promozione di specifiche indagini.

Le commissioni hanno un'organizzazione interna analoga a quella della camera, con un proprio presidente, eventualmente affiancato da un ufficio di presidenza, e possono essere a loro volta articolate in sottocommissioni.

#### Gruppi
Ciascuna camera si articola in gruppi secondo l'appartenenza partitica dei suoi membri: normalmente tutti i parlamentari che appartengono a un determinato partito costituiscono un gruppo, sicché questo è la proiezione del partito nel parlamento (il cosiddetto parlamentary party dei sistemi anglosassoni). Può anche accadere che più partiti costituiscono un gruppo unico, di solito nell'ambito di una coalizione o come passo verso la fusione, o che un partito abbia più gruppi, di solito preludio a una scissione.
In molti parlamenti i gruppi hanno una disciplina ufficiale; un'eccezione è rappresentata dai parlamenti anglosassoni, dove i gruppi, pur avendo una rilevanza politica non inferiore a quella di altri parlamenti, non sono ufficialmente previsti dalle norme che disciplinano l'organizzazione e il funzionamento delle camere. Dove i gruppi hanno un ruolo ufficiale è di solito previsto un numero minimo di membri per la loro costituzione; i parlamentari che, per questo motivo, non riescono a costituire un gruppo o che, comunque, non aderiscano ad alcun gruppo, vanno a costituire il gruppo misto.
In certi paesi, tra cui quelli anglosassoni e quelli scandinavi, il ruolo di leader del partito coincide con quello di leader del suo gruppo parlamentare (della camera bassa, se il parlamento è bicamerale), tanto che, spesso, viene eletto da quest'ultimo. Altrove, invece, il gruppo parlamentare elegge un proprio leader (capogruppo o presidente) distinto dal leader del partito.

## Funzioni

### Funzioni normative

#### Leggi ordinarie
La funzione legislativa è quella che più tradizionalmente viene associata al parlamento e consiste nella produzione di norme giuridiche generali e astratte, che vanno a costituire l'ordinamento giuridico, attraverso un apposito atto normativo, la legge. Tuttavia in certi casi il parlamento esercita funzioni non normative (ad esempio, amministrative) con atti aventi forma di legge: si è di fronte allora a leggi meramente formali, poiché questi atti della legge hanno la forma (e la forza) ma non il contenuto (esempio tipico di legge meramente formale è, in molti ordinamenti, tra i quali quello italiano, la legge di approvazione del bilancio dello Stato).
In tutti gli ordinamenti le leggi possono essere proposte dai singoli membri della camera o, in qualche caso, da un certo numero di essi. In molti ordinamenti - con la notevole eccezione degli Stati Uniti e di altre repubbliche presidenziali - le leggi possono inoltre essere proposte dal governo (in alcuni ordinamenti, tra cui quello italiano, con l'autorizzazione del capo dello Stato): anzi, laddove la maggioranza parlamentare sostiene il governo, come avviene necessariamente nei sistemi parlamentari, gran parte delle leggi approvate dal parlamento è d'iniziativa governativa. Oltre quelli citati possono esserci altri soggetti cui è attribuita l'iniziativa legislativa, secondo scelte alquanto variabili da ordinamento a ordinamento: un certo numero di elettori (iniziativa popolare), gli stati o le regioni oppure un certo numero di essi nei sistemi federali o regionali, organi di rappresentanza delle forze economiche e sociali (quale il CNEL italiano) ecc.
I parlamenti monocamerali non impiegano molto a formulare una legge e approvarla poiché il tutto si svolge all'interno di una sola Camera. Nei parlamenti con il bicameralismo perfetto, invece, la proposta di legge viene sottoposta a modifiche e votazioni in entrambe le Camere, che, se non trovano un accordo, generalmente convocano una Commissione congiunta con membri di entrambe le Camere a discutere sulla legge per trovare un accordo. Il testo della Commissione viene presentato a una delle due Camere per la votazione e l'invio alla seconda Camera.
Per quanto riguarda invece i parlamenti con bicameralismo imperfetto, la situazione varia da ordinamento a ordinamento: in Francia, l'Assemblea Nazionale ha il potere di pronunciarsi definitivamente su un testo di legge, anche senza l'approvazione del Senato. In Germania, invece, il Bundestag ha più o meno le funzioni della Camera dei Comuni britannica. Il Bundestag infatti, ha quasi tutto il potere legislativo, che però, a differenza dell'ordinamento britannico, può essere ostacolato dal Bundesrat. Inoltre, alcuni determinati tipi di legge (amministrazione del territorio, controllo di determinati fiumi ecc.) hanno bisogno dell'approvazione di entrambe le Camere.
Le leggi passano dal Presidente che può decidere di inviarle nuovamente al Parlamento per una nuova discussione. Nei sistemi parlamentari, se la legge non è stata modificata, il Presidente è obbligato a firmarla, in quelli presidenziali che seguono il modello americano, il Presidente è obbligato a firmarla solo se a maggioranza dei due terzi a entrambe le Camere.

#### Leggi costituzionali e organiche
Negli ordinamenti a costituzione rigida le leggi sono subordinate, nella gerarchia delle fonti del diritto, alla costituzione e alle leggi che la modificano o integrano (leggi costituzionali). Mentre la costituzione è di solito adottata da un organo ad hoc, l'assemblea costituente, le leggi costituzionali sono di solito approvate dal parlamento con una procedura aggravata rispetto a quella prevista per le leggi ordinarie. Negli ordinamenti a costituzione flessibile, invece, la costituzione è posta allo stesso rango delle leggi, sicché può sempre essere modificata o integrata da queste.
In alcuni ordinamenti (ad esempio, in Francia e Spagna) esiste inoltre una fonte di tipo legislativo (legge organica) adottata dal parlamento con procedura aggravata che ha rango gerarchico superiore alla legge ma subordinato alla costituzione e alle leggi costituzionali, alla quale sono riservate determinate materie.
Le leggi costituzionali e organiche sono adottate secondo procedure analoghe a quelle delle leggi ordinarie, salvi gli aggravamenti previsti dalla costituzione che possono consistere, ad esempio, nella necessità di una maggioranza qualificata (come quella dei 2/3 o dei 3/4) per l'approvazione oppure di una doppia approvazione.
Va notato che, anche nei sistemi a bicameralismo imperfetto, alle due camere sono generalmente riconosciuti uguali poteri quando si tratta di approvare leggi costituzionali od organiche.

#### Regolamenti parlamentari
Ciascuna camera approva il proprio regolamento, un atto normativo con il quale disciplina la propria organizzazione interna e il proprio funzionamento. Tali regolamenti, a differenza degli omonimi atti adottati dal potere esecutivo, non sono, nella maggioranza degli ordinamenti, subordinati alle leggi nella gerarchia delle fonti del diritto ma posti sullo stesso piano: i rapporti tra legge e regolamento parlamentare non sono, quindi, regolati dal principio di gerarchia ma da quello di competenza, nel senso che la legge non può invadere la sfera di competenza specificamente attribuita al regolamento e quest'ultimo non può disciplinare materie che fuoriescano da tale sfera. In alcuni ordinamenti, ad esempio quello francese, i regolamenti parlamentari sono invece subordinati alla legge.
Generalmente le Camere hanno specifiche commissioni incaricate di sottoporre all'assemblea i regolamenti da approvare e le eventuali modifiche agli stessi, nonché della loro interpretazione. Negli ordinamenti anglosassoni, l'elaborazione regolamentare è prevalentemente di tipo consuetudinario, secondo precedenti raccolti in codici e compilazioni private, sia pure dotate di grande autorevolezza.

### Funzioni di indirizzo politico
In tutti i sistemi democratici il parlamento svolge funzioni di indirizzo politico la cui incisività, tuttavia, varia con la forma di governo adottata: i sistemi parlamentari e semi-presidenziali, infatti, sono caratterizzati dal rapporto fiduciario esistente tra governo e parlamento, mentre nella repubblica presidenziale e nella monarchia costituzionale tale rapporto non sussiste. Oltre al rapporto fiduciario con il governo in tutti i sistemi, compresi quelli presidenziali, il parlamento dispone di una serie di strumenti per incidere sull'indirizzo politico: tra questi rientra la stessa funzione legislativa, visto che la legge, nello Stato di diritto, ispirato al principio di legalità, può vincolare l'attività degli altri poteri dello Stato. È però dubbia, e non solo nel sistema parlamentare italiano, l'efficacia di norme di leggi ordinarie che abbiano ad oggetto adempimenti posti in capo al Governo, che verosimilmente è sanzionabile unicamente col voto di sfiducia, strumento in alcuni casi giudicato vistosamente sproporzionato.
Anche i poteri di controllo sul governo, di cui dispongono tutti i parlamenti democratici, possono essere considerati uno strumento attraverso il quale il parlamento partecipa alla definizione dell'indirizzo politico.

#### Rapporto fiduciario con il governo
Nei sistemi parlamentari e semipresidenziali il governo deve avere la fiducia del parlamento. In alcuni ordinamenti (tra cui quello italiano) questo comporta che il primo ministro, nominato dal capo dello stato, deve sottoporre il proprio programma di governo al voto di fiducia del parlamento e, nel caso non lo ottenga, si deve dimettere. In molti altri ordinamenti, invece, la fiducia al momento della nomina è presunta, sicché non è necessario un voto di fiducia preliminare; in altri ancora, infine, il voto di fiducia è sostituito da un voto d'investitura del parlamento prima della nomina da parte del capo dello Stato o, addirittura, è prevista l'elezione del primo ministro da parte del parlamento.
In tutti i sistemi parlamentari e semi-presidenziali il venir meno della fiducia del parlamento, che si manifesta nel voto di sfiducia (o, più esattamente, nel voto favorevole su una mozione di sfiducia proposta da membri del parlamento o nel voto sfavorevole su una questione di fiducia posta dallo stesso governo) comporta l'obbligo di dimissioni del governo (la cosiddetta crisi di governo). Va aggiunto che di solito il governo si dimette già nel momento in cui, essendo venuto a mancare l'appoggio di uno o più partiti della sua coalizione, ritiene di aver perso la maggioranza in parlamento, evitando così di sottoporsi al voto di sfiducia (si parla, in questo caso, di crisi di governo extraparlamentare).
In alcuni ordinamenti (ad esempio quello tedesco), il rapporto di fiducia intercorre tra primo ministro e parlamento mentre in altri, più numerosi (ad esempio quello italiano), intercorre tra l'intero governo e il parlamento: la prima soluzione, ovviamente, tende ad accentuare la posizione di preminenza del primo ministro, poiché in questo modo i ministri dipendono direttamente solo da lui; la seconda soluzione, invece, accentua la collegialità del governo. Un'altra variabile riguarda quali camere nei parlamenti bicamerali sono coinvolte nel rapporto fiduciario: in alcuni ordinamenti (ad esempio quello britannico) è richiesta la fiducia della sola camera bassa, in altri (ad esempio quello italiano) la fiducia di entrambe le camere.
La necessità che il primo ministro abbia la fiducia del parlamento limita considerevolmente l'effettivo margine di scelta del capo dello Stato al momento della nomina. In particolare, nei sistemi bipartitici o bipolari il capo dello Stato non può far altro che nominare primo ministro il leader del partito o della coalizione che, avendo vinto le elezioni, ha la maggioranza in parlamento. Nei sistemi multipartitici, invece, il capo dello Stato mantiene un più ampio margine di scelta, soprattutto quando non si delinea in parlamento una coalizione di maggioranza in grado di sostenere il governo.
In alcuni sistemi (tipicamente quelli che seguono il cosiddetto sistema Westminster) il primo ministro, come del resto gli altri ministri, deve essere membro del parlamento; in altri (tra i quali quello italiano) può esserlo o meno, ma di fatto normalmente lo è; infine, in alcuni sistemi (tra i quali quello francese e molte altre repubbliche semi-presidenziali) il primo ministro non può essere membro del parlamento e, se lo è, deve dimettersi al momento della nomina.

### Funzioni di controllo

#### Approvazione del bilancio dello stato
Lo strumento a disposizione del Parlamento per controllare l'attività di spesa e di entrata del Governo è l'approvazione del bilancio preventivo che il Governo stesso redige (entro il 31 dicembre di ogni anno, secondo l'art. 81 della Costituzione italiana).
Tutte le spese e le entrate debbono essere infatti preventivamente autorizzate dal Parlamento, in base al principio no taxation without representation.

#### Altre funzioni di controllo
L'autorizzazione alla ratifica dei trattati internazionali compete in buona parte ai Parlamenti, quando non si tratti di accordi stipulati dall'Esecutivo in forma semplificata per la loro rilevanza minore. Storicamente, lo scopo della previsione era evitare che si eludesse il potere legislativo negoziando tra Esecutivi materie rientranti nelle competenze dei rispettivi Legislativi, per poi darvi ingresso nei rispettivi ordinamenti giuridici senza passare per il voto parlamentare.
In molti Parlamenti s'è estesa la previsione dello svolgimento di uno hearing, nelle sedi consultive su atti del governo, originariamente prevista al Senato statunitense per le nomine di componenti dell'Esecutivo e alti funzionari pubblici (ambasciatori, ecc.).
Alle funzioni di controllo o ispettive si riconducono le indagini conoscitive.

### Funzioni giurisdizionali
In alcuni ordinamenti costituzionali è prevista la natura giudicante del Parlamento, che svolge un ruolo (di propulsione dell'accusa o addirittura di decisione finale) in ordine ai processi nei confronti delle altre cariche dello Stato (es. impeachment nei regimi anglosassoni ovvero messa in istato d'accusa del Capo dello Stato in quelli continentali).
Una diversa forma di giurisdizione è quella - riservata alle Camere in alcuni ordinamenti, come quello italiano (art. 66 della locale Costituzione) - di verifica dei poteri, per accertare la legittimità delle proclamazioni operate dagli uffici elettorali: la sua sopravvivenza è oggetto di contestazioni in dottrina, mantenendo in una "zona d'ombra" la tutela giurisdizionale dei ricorrenti che non possono ottenere il mezzo per impugnare la legge in via incidentale alla Corte costituzionale.

## Rilevanza mediatica
Al centro della vita istituzionale sia delle monarchie costituzionali che delle repubbliche presidenziali - oltre, ovviamente, alle repubbliche parlamentari - il Parlamento è anche il luogo in cui la conflittualità politica incontra la sua massima visibilità: "nelle società moderne il parlamento è diventato forse il luogo più tipico dell’interazione pubblica".

### Dimostrazioni dalle tribune
La violazione della tranquillità decisionale dell'organismo rappresentativo della sovranità popolare costituisce il motivo della disciplina dell'ordine e del silenzio per coloro che sono ammessi nelle tribune aperte al pubblico. Tra le dimostrazioni di tipo simbolico, che nella storia si sono verificate dalle tribune, si annoverano:
- 17 giugno 1958: mentre era in corso alla Camera la discussione sulla decisione del governo ungherese di fucilare Imre Nagy ed altri dirigenti comunisti, Giulio Seniga fu protagonista, assieme ad Anita Galliussi, del lancio in Aula a Montecitorio “di decine di volantini che denunciavano la complicità del gruppo dirigente del PCI con il partito comunista ungherese”[26].

### Irruzioni di estranei
Poiché l'accesso all'aula è vietato agli estranei all'istituzione parlamentare, alcuni degli eventi più traumatici per le democrazie sono passati per l'ingresso di armati nell'emiciclo o nelle sue vicinanze. Tra questi episodi si annoverano:
- 5 gennaio 1918: la Guardia rossa Železnjakov entra nella sede dell'Assemblea costituente russa e ne fa cessare i lavori pronunciando le parole: "la guardia è stanca";
- 5 giugno 1947: pestaggio dei deputati del partito agrario bulgaro che cercavano di difendere Nikola Petkov dall’arresto deciso dal governo comunista;
- 23 febbraio 1981: il colonnello Tejero entra nella sede delle Cortes spagnole con la pistola in pugno iniziando un tentativo di colpo di Stato;
- 27 ottobre 1999: sparatoria nella sede del parlamento armeno, guidata da Nairi Hunanyan e quattro suoi seguaci armati che fanno irruzione durante i lavori uccidendo otto persone, tra cui il primo ministro Vazgen Sargsyan e il presidente della Camera Karen Demirchyan;
- l'ingresso di manifestanti sciiti il 30 aprile 2016 nella sede del parlamento iracheno, sito nella zona verde di Baghdad, per protestare contro la mancata approvazione della legge anticorruzione;
- l'ingresso il 30 marzo 2017 di manifestanti contro la revisione costituzionale - che consentirebbe la ricandidatura del Capo dello Stato del Paraguay in carica - nella sede del Parlamento ad Asunción, con incendio della sala delle riunioni bicamerali[31];
- l'ingresso di manifestanti nell'edificio del Parlamento macedone il 27 aprile 2017 per contestare l'elezione del nuovo presidente dell'Assemblea[32], con dieci parlamentari ricoverati in ospedale per ferite[33];
- ingresso nell'aula della Camera ugandese di agenti in borghese il 27 settembre 2017, per arrestare deputati dell'opposizione nel corso dell'ostruzionismo contro l'abolizione dei limiti d'età per i candidati alle elezioni presidenziali[34];
- l'asportazione dall'Aula dello scettro dell'autorità dello Speaker nel Senato nigeriano, il 18 aprile 2018[35];
- l'ingresso dei manifestanti contro la legge per l'estradizione degli abitanti di Hong Kong nella Cina continentale, avvenuta il 1º luglio 2019 nell'aula del Consiglio legislativo di Hong Kong con esposizione sui banchi della Presidenza della bandiera coloniale britannica[36];
- l'ingresso di manifestanti contro il caro-vita nell'edificio dell'Asamblea nacional dell'Ecuador, l'8 ottobre 2019[37];
- l'ingresso di militari armati nel Parlamento del Salvador il 9 febbraio 2020 per sostenere la richiesta di un incremento salariale[38];
- l'ingresso di manifestanti nel Parlamento della Kirghizia a Bishkek il 5 ottobre 2020, per protestare contro le presunte falsificazioni dell'esito elettorale[39];
- l'ingresso nel Parlamento, a Erevan il 9 novembre 2020, di dimostranti contro l'accordo di tregua in Nagorno Karabakh, stipulato dal governo armeno con l'Azerbaigian; nella stessa circostanza è stato aggredito il presidente del Parlamento Ararat Mirzoyan mentre si allontanava dall'edificio.
- l'irruzione nel Campidoglio, a Washington il 6 gennaio 2021, di manifestanti a favore del presidente repubblicano uscente Donald Trump, durante la sessione di certificazione della vittoria del presidente eletto Joe Biden. Negli scontri muoiono 5 persone, i parlamentari sono stati fatti evacuare.[40][41]
- L'8 gennaio 2023 a Brasilia migliaia di manifestanti a favore dell'ex presidente Jair Bolsonaro prendono d'assalto il Congresso nazionale del Brasile.

### Tumulti e proteste
Anche i tumulti in aula e gli scontri non solo verbali tra parlamentari fanno spesso parte della storia di un Paese, e senz'altro appartengono alla cronaca eventi come:
- gli incidenti nella Duma russa sui risultati elettorali, il 30 marzo 2005[43];
- gli incidenti nel Parlamento georgiano del 1º luglio 2005 sull'arresto di alcuni campioni sportivi per estorsione[44];
- gli incidenti nel Parlamento di Taiwan il 18 marzo 2006 (oratore schiaffeggiato alla tribuna) e 19 gennaio 2007 (lancio di scarpa contro la Presidenza);
- gli scontri nel Parlamento boliviano il 28 agosto 2007 sulla nomina dei giudici costituzionali;
- l'alterco Cusumano-Barbato e l'esultanza dei senatori Gramazio e Strano nel Senato italiano in occasione della caduta del governo Prodi il 25 gennaio 2008;
- gli incidenti nel Parlamento ucraino (Verkhovna Rada) il 26 aprile 2008 in occasione dell'elezione del presidente dell'assemblea;
- gli incidenti nel Parlamento sud-coreano il 22 luglio 2009 quando la maggioranza cercò con la forza di concludere l'ostruzionismo sulla legge sulla stampa;
- gli incidenti nel Parlamento ucraino (Verkhovna Rada) in occasione della proroga della concessione dell'utilizzo della base navale di Sebastopoli alla Russia, il 26 aprile 2010[45];
- gli incidenti nel Parlamento ucraino (Verkhovna Rada) l'8 aprile 2014, in occasione dell'inasprimento delle pene per chi promuove il separatismo, con l'intervento di alcuni deputati di Svoboda contro il leader del partito comunista Petro Symonenko;
- gli incidenti nel Parlamento ucraino (Verkhovna Rada) il 12 febbraio 2015, quando i deputati Yegor Sobolev e Vladim Ivchenko si sono presi a pugni in faccia per divergenze su un disegno di legge anti-corruzione.
- gli incidenti nel Parlamento ucraino (Verkhovna Rada) l'11 dicembre 2015, quando Oleg Barna, deputato del partito del presidente Petro Poroshenko, ha consegnato un mazzo di rose al primo ministro Arsenij Jacenjuk, impegnato in un discorso, e poi ha cercato di rimuoverlo a forza dal podio. A questo punto è scoppiata una rissa con decine di parlamentari, tra urla e spintoni;
- gli incidenti nella Camera del Kosovo, il 14 dicembre 2015 a Pristina, in cui alcuni deputati dell'opposizione hanno tentato di bloccare - con il lancio di candelotti lacrimogeni in Aula - le intese con Serbia e Montenegro su poteri delle etnie e confini del Kosovo;
- gli incidenti - durante la seduta sulla revisione della Costituzione voluta dal presidente della Repubblica Recep Tayyip Erdoğan - che tra l'altro hanno visto, il 19 gennaio 2017, la vicepresidente del Parlamento della Turchia, Buldan (filocurda del Partito Democratico dei Popoli), presa a calci al petto.

### Esplicative
1. ↑  La funzione di scelta del governo è propria soltanto della forma di governo parlamentare[1], ma in tutte le democrazie vi è comunque nell'assemblea elettiva nazionale una qualche attività di relazione con il potere esecutivo, in primis per l'approvazione del documento che autorizza le spese dell'amministrazione al cui vertice il governo è posto.[2]
2. ↑  Il più recente esempio di parlamento multicamerale è quello tricamerale previsto dalla costituzione sudafricana del 1983, esistito dal 1984 al 1994 quando, con l'approvazione della nuova costituzione, ebbe fine il regime dell'apartheid.
3. ↑  In questi Stati i senatori sono nominati dal governatore generale, in parte (maggioritaria) su proposta del primo ministro, in parte su proposta del leader dell'opposizione e in parte di propria iniziativa.
4. ↑  In Italia le proposte di legge d'iniziativa governativa sono tradizionalmente denominate disegni di legge, differenziandole così dai progetti di legge di diversa iniziativa.
5. ↑  Per un caso eccezionale di nuova regola votata dal Senato USA ad inizio Novecento, si veda la regola 19 del regolamento del Senato.[20]
6. ↑  Ad esempio si sono verificati, senza alcuna conseguenza sanzionatoria, casi in cui un governo non ha attuato una legge di delegazione legislativa o non ha ottemperato a leggi che prevedevano di notiziare le Camere entro una data scadenza; oppure ancora si sono verificati, senza alcuna conseguenza sanzionatoria, casi in cui ministri non hanno emanato dei decreti ministeriali attuativi nei termini prefissati da una legge.[21]
7. ↑  Certe costituzioni, ad esempio quella tedesca e quella spagnola, prevedono che la mozione di sfiducia indichi anche il nome di chi viene proposto come primo ministro al posto di quello in carica (cosiddetta sfiducia costruttiva): è questa una soluzione finalizzata a rafforzare la stabilità della funzione di governo.
8. ↑  Tanto da richiedere decisioni ad hoc quando vi sono esigenze di accesso di estranei, addotte dai parlamentari stessi, imposte da necessità di assistenza a sé stessi[27] o ad altri[28]: si tratta di decisioni che vengono assunte dalla Presidenza dell'Assemblea e non sempre sono adesive alla richiesta del parlamentare.[29]
9. ↑  Tanto da paragonarlo al temenos dei templi, entro i quali l'accesso era consentito solo ai sacerdoti del culto praticatovi.[30]
10. ↑  Per i gesti di tipo meramente simbolico[42]; si ricorda come, in proposito, la Corte europea dei diritti dell'uomo ha consentito l'esperibilità del mezzo di ricorso contro l'inflizione di sanzioni disciplinari.

### Bibliografiche
1. ↑  Nicola Lupo, La funzione di controllo parlamentare nell'ordinamento italiano, Amministrazione in cammino, 2008
2. ↑  G. Rivosecchi, Giuseppe Di Gaspare (a cura di), Forma di governo e 'funzione finanziaria' del Parlamento: da Walter Bagehot alle moderne procedure di bilancio, Milano, Giuffrè, 2001, ISBN 88-14-09377-6.
3. ↑  H. G. Richardson, The Origins of Parliament, Transactions of the Royal Historical Society, Vol. 11 (1928), pp. 137-139.
4. ↑   Filippo Di Giacomo, Le radici Cristiane dell'Europa, in Il Mulino, n. 6, novembre-dicembre 2003,  p. 1007.
5. ↑  Pertile, Storia del Diritto Italiano, II, i, 50 f. 2, 168 ff. e VI, 53.
6. ↑  Sul caso della Repubblica di Ragusa nel 1272, v. R. Dareste, DU DROIT DE REPRÉSAILLES, PRINCIPALEMENT CHEZ LES ANCIENS GRECS, Revue des Études Grecques, Vol. 2, No. 8 (1889), p. 315.
7. ↑   Cesare Guasti, UNA SCRITTURA DI NICCOLÒ MACHIAVELLI SINORA INEDITA, in Archivio storico italiano, 3ª serie, vol. 7, 1 (49), Deputazione di storia patria per la Toscana, 1868,  p. 182.
8. 1 2 3 4 5 6 7 8 9   Parlamento, in Dizionario di storia, Roma, Istituto dell'Enciclopedia Italiana, 2010. URL consultato il 16 luglio 2025.
9. 1 2 3 4 5 6 7 8   Augusto Barbera, Parlamento, in Enciclopedia delle scienze sociali, Roma, Istituto dell'Enciclopedia Italiana, 1996. URL consultato il 16 luglio 2025.
10. ↑   Hurstwic: Viking-age Laws and Legal Procedures, su hurstwic.org. URL consultato il 16 luglio 2025 (archiviato dall'url originale il 12 maggio 2015).
11. ↑  Peter N. Miller, Peiresc's "History of Provence": Antiquarianism and the Discovery of a Medievel Mediterranean, Transactions of the American Philosophical Society, New Series, Vol. 101, No. 3 (2011), pp. 80-81.
12. ↑  (EN) The Decreta of León of 1188 - The oldest documentary manifestation of the European parliamentary system, su unesco.org, UNESCO, 2013. URL consultato il 16 luglio 2025.
13. ↑   Rocco Ermidio, Le seconde Camere nel diritto comparato, Ariccia, Aracne editrice, 2015, ISBN 978-88-548-8685-8. URL consultato il 15 dicembre 2015 (archiviato dall'url originale il 22 dicembre 2015).
14. ↑  (FR) Guy Charbonneau e John Fraser, Décision d’un président – Relations entre les deux chambres du Parlement : décisions des Présidents Guy Charbonneau... (et) John Fraser, in Revue Parlementaire Canadienne, vol. 11, n. 3, autunno 1988, ISSN 0229-2556 (WC · ACNP). URL consultato il 24 gennaio 2023.
15. ↑  N. Lupo, voce Presidente di Assemblea, in Digesto delle Discipline Pubblicistiche. Aggiornamento. Vol. IV, Utet Giuridica, Torino, 2010.
16. ↑  (ES)  G. Buonomo, Sanciones disciplinarias y policía interna en el ordenamiento parlamentario italiano, in Derecho parlamentario sancionador, Vitoria-Gasteiz, 2005.
17. ↑  GARCIA PECHUAN, Mariano. 2000. "Potestad de organizacion y autonomia reglamentaria de las Cameras parlamentarias." Revista Espanola De Derecho Constitucional 58, 71-104.
18. ↑  James Lochrie, Meeting Procedures: Parliamentary Law and Rules of Order for the 21st Century, 0810844230, 9780810844230, 9780585459868, 2003.
19. ↑   Nicola Lupo (a cura di), Il precedente parlamentare tra diritto e politica, Bologna, Il Mulino, 2013, ISBN 978-88-15-24515-1.
20. ↑  (EN) Derek Hawkins, The silencing of Elizabeth Warren and an old Senate rule prompted by a fistfight, in Washington Post, 8 febbraio 2017. URL consultato il 24 gennaio 2023.
21. ↑   Silvano Bonini, Dalla Web Tax al debito di Roma: i decreti attuativi mai andati in porto, in First Online, 18 settembre 2019. URL consultato il 24 gennaio 2023.
22. ↑   Gabriella Crepaldi, La potestà regolamentare nell'esperienza regionale, Milano, Giuffrè, 2009,  pp. 97-98, ISBN 88-14-14471-0.
23. ↑  MASSA P, VENTURINI F. 1971-1992: venti anni di indagini conoscitive delle due Camere. Rivista Trimestrale Di Diritto Pubblico [serial online]. January 1, 1993;(2):347-400.
24. ↑   Giampiero Buonomo, Legge elettorale: L’Italicum e la corte, su mondoperaio.net, 17 giugno 2015 (archiviato dall'url originale il 14 febbraio 2016).
25. ↑   Riccardo Bertolotti, Lo spazio del parlamento è un teatro? L’aula di Montecitorio come luogo fisico e come oggetto di discorso (PDF), in λeússein, marzo 2015. URL consultato il 24 gennaio 2023 (archiviato dall'url originale il 5 maggio 2018).
26. ↑   Maria Antonietta Serci (a cura di), Prefazione all’inventario dell’Archivio Seniga (PDF), in Inventario dei fondi Giulio Seniga e Anita Galliussi, Quaderni dell'archivio storico, n. 17, Camera dei deputati, 2017,  p. 10, ISBN non esistente. URL consultato il 24 gennaio 2023.
27. ↑  Camera dei deputati, XVI legislatura, Resoconto stenografico dell'Assemblea, seduta n. 456 di giovedì 31 marzo 2011, pp. 9-10, intervento on. Argentin
28. ↑  (EN) Karina Gould applauded for breastfeeding son in House of Commons, in CTVnews, 21 giugno 2018.
29. ↑  (EN) Danish MP told baby 'not welcome' in parliament chamber, in BBC News, 20 marzo 2019.
30. ↑   Gabriele Maestri, "Interno Montecitorio": passi perduti, persone e pagine "simboliche", su I simboli della discordia, 19 gennaio 2021. URL consultato il 24 gennaio 2023.
«Francesco Cosentino dovette uscire di scena nel 1976, [...]; di quel periodo resta soprattutto una dichiarazione rilasciata a una commissione d'inchiesta parlamentare dallo stesso Cosentino [...] circa il compito del segretario generale della Camera: questi doveva essere "il custode del tèmenos, il recinto sacro del tempio greco, quello in cui solo i sacerdoti potevano entrare".»
31. ↑   Il Paraguay insorge contro il presidente. Fiamme al Congresso: un morto e 30 feriti, in La Stampa, 1º aprile 2017.
32. ↑   http://www.lastampa.it/2017/04/27/esteri/macedonia-alta-tensione-in-parlamento-dieci-feriti-DPunDtTKHVVzt07RdpdvTO/pagina.html, Blitz dei conservatori nel Parlamento macedone. Riesplode la tensione etnica, in La Stampa, 27 aprile 2017.
33. ↑  (EN) Macedonia parliament stormed by protesters in Skopje, in BBC News, 28 aprile 2017. URL consultato il 24 gennaio 2023.
34. ↑   (EN) Parliamentary punch-ups in Uganda... and elsewhere, su BBC News, 27 settembre 2017. URL consultato il 24 gennaio 2023.
35. ↑  (EN) Moment mace is stolen in Nigerian Senate, in BBC news, 19 aprile 2018.
36. ↑   In Hong Kong, the police have regained control of the Parliament invested by the demonstrators, su Le Monde, 1º luglio 2019.
37. ↑  (EN) Ecuador protesters storm parliament as unrest worsens, in BBC news, 9 ottobre 2019.
38. ↑  (EN) Heavily-armed police and soldiers enter El Salvador parliament, in BBC News, 10 febbraio 2020. URL consultato il 16 settembre 2022 (archiviato il 10 luglio 2022).
39. ↑  (EN) Kyrgyzstan election: Protesters storm parliament over vote-rigging claims, in BBC News, 5 ottobre 2020.
40. ↑   Usa - Polizia: altre 3 persone morte durante proteste, in ANSA, 7 gennaio 2021. URL consultato il 6 gennaio 2021.
41. ↑   Niccolò Di Francesco, Assalto al congresso USA: chi sono le vittime, in The Post Internazionale, 8 gennaio 2021. URL consultato il 9 gennaio 2021.
42. ↑   Giampiero Buonomo, Lo scudo di cartone, Soveria Mannelli, Rubbettino Editore, 2015,  p. 209, nota 44, ISBN 978-88-498-4440-5.
43. ↑   Fight in Russian Parliament, su spike.com, 31 marzo 2005. URL consultato il 19 maggio 2010 (archiviato dall'url originale il 16 dicembre 2010).
44. ↑   (EN) Georgia Parliament Brawl, su CBS News, 1º luglio 2005 (archiviato dall'url originale il 3 dicembre 2010).
45. ↑  (EN) Parliamentary chaos as Ukraine ratifies fleet deal, in BBC News, 27 aprile 2010.